# Gurutalawa
Gurutalawa è una città rurale nello Sri Lanka. È localizzata nel Distretto di Badulla della provincia di Uva.
Qui si trova anche il famoso St. Thomas' College.

## Luoghi d'interesse
- Jummah Mosque[2]